# Planetario de La Habana
El Planetario de La Habana es un centro científico y cultural que en un inicio fue propuesto para alternar el planetario del Museo del Aire de La Habana, el cual se encuentra emplazado en La Habana Vieja. En su construcción participaron varias instituciones, entre ellas la Oficina del Historiador de La Habana y el gobierno japonés.

## Conceptos
El Planetario de La Habana abarca varios pisos, desde una zona interactiva hasta un observatorio astronómico. Se hizo una reconstrucción del Sistema Solar con planetas a escala y sus movimientos.
Desde diciembre de 2019, además cuenta con un makespace creado mediante un proyecto de cooperación al desarrollado por la Oficina del Historiador de la Ciudad de La Habana, Fundación Ciudadanía y el FabLab Xtrene Almendralejo, gracias al apoyo de los fondos de la Agencia Extremeña de Cooperación y Desarrollo (AEXCID). Este makespace cuenta con impresoras 3D, un plotter de vinilo, una cortadora láser y kits de electrónica y robótica de Arduino entre otros elementos, que permitirán a la infancia y juventud de La Habana, disponer de un centro de referencia en el que aprender y desarrollar mediante la filosofía Maker.

## Construcción
La construcción comenzó en 2008 y su obra civil fue finalizada el 22 de diciembre de 2009, para conmemorar el 80 aniversario de las relaciones diplomáticas Cuba-Japón. En su construcción colaboraron especialistas japoneses, españoles, canadienses y chinos. Fue necesaria la reconstrucción casi total del edificio, exceptuando su fachada, la que no podía ser tocada debido a que está emplazado en plena Plaza Vieja del casco histórico de La Habana, cuyo panorama arquitectónico no puede ser alterado bruscamente debido a restricciones gubernamentales.
Este se realizó sobre el inmueble que albergó al cine Habana a principios del siglo XX.